# Hande
Hande  è un nome proprio di persona turco femminile.

## Origine e diffusione
Il nome dal termine antico persiano khandeh che significa "sorriso", "risata" e si potrebbe quindi tradurre come "colei che sorride".

## Onomastico
Il nome è adespota, non essendo portato da alcun santo. L'onomastico si può festeggiare il 1º novembre, giorno in cui cade la festa di Ognissanti.

## Persone
- Hande Baladın, pallavolista turca

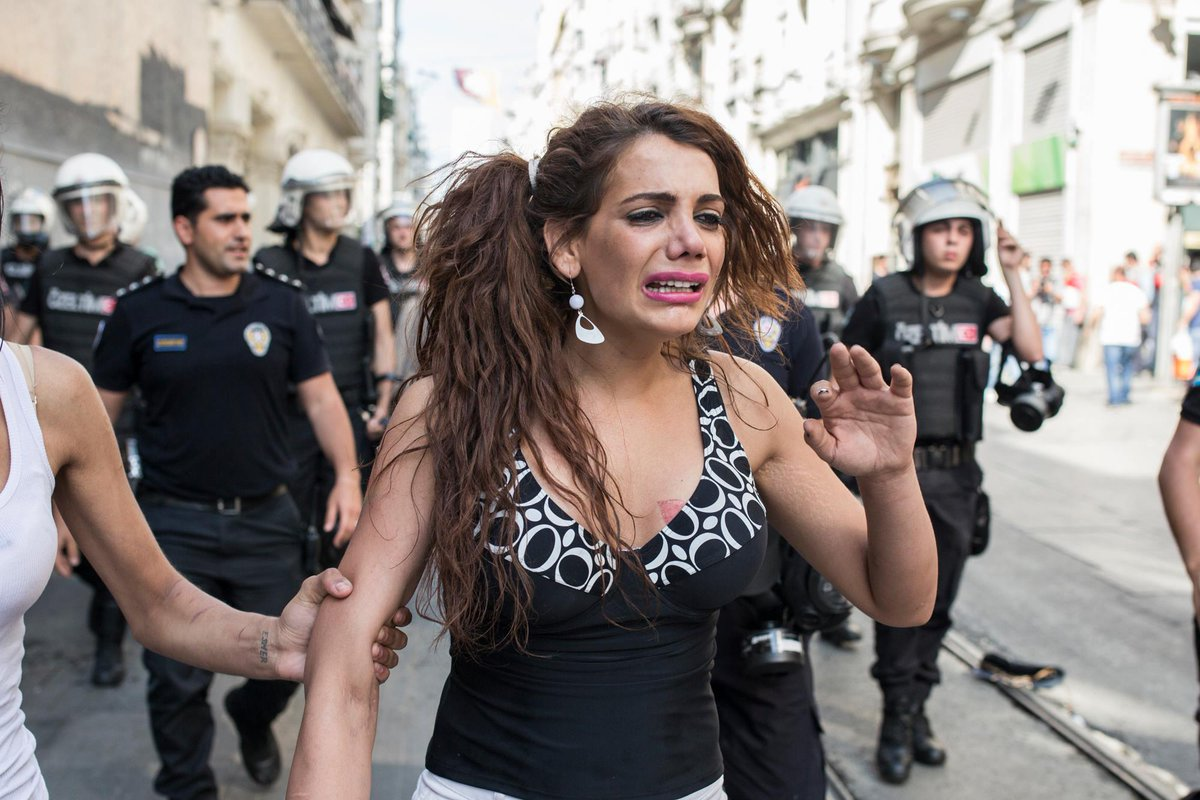
Hande Kader

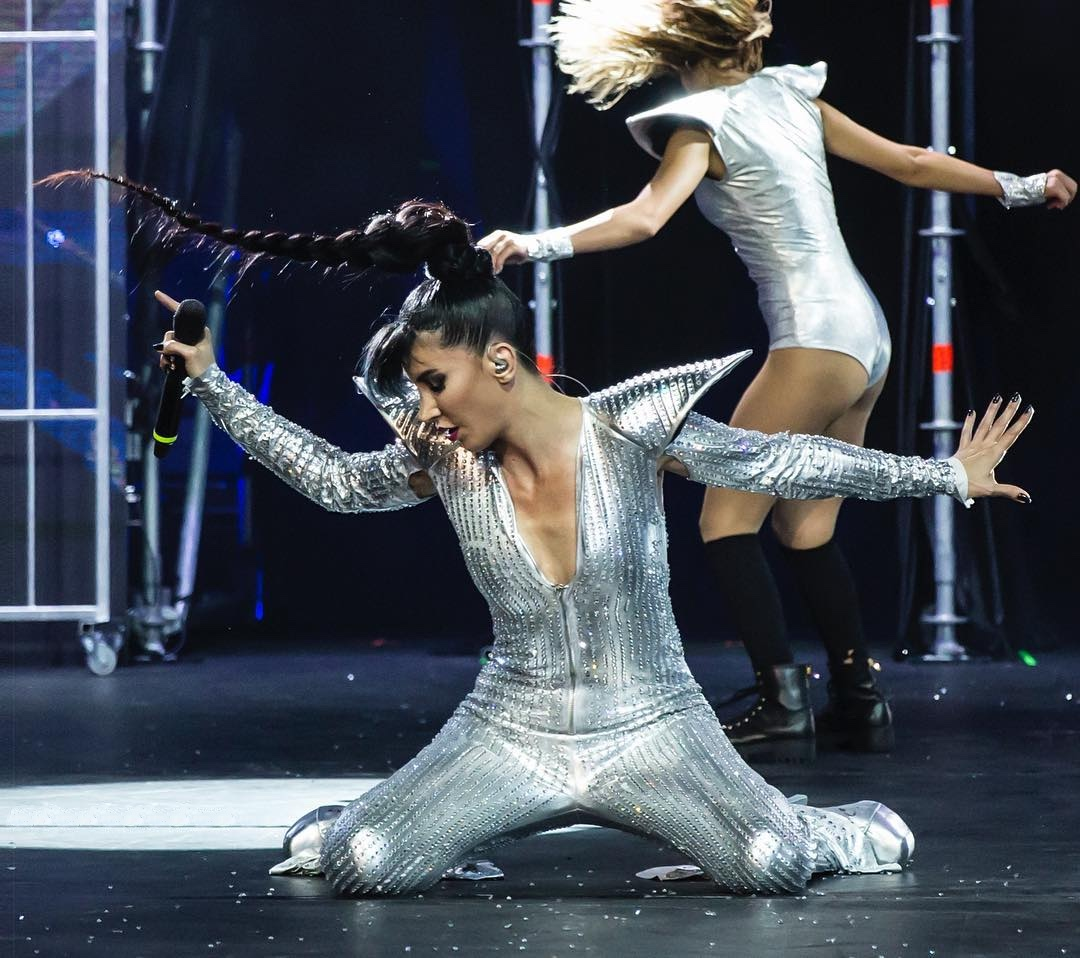
Hande Yener

- Hande Doğandemir, attrice, sociologa e modella turca
- Hande Kader, attivista turca
- Hande Soral, attrice e modella turca
- Hande Yener, cantante turca